# Калки

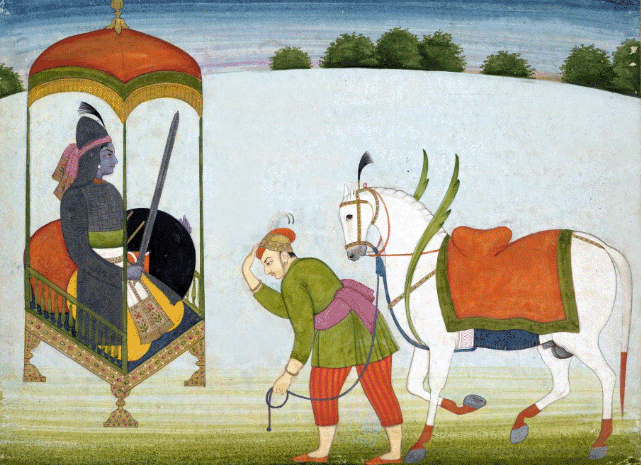
Аватара Калки, 1760-70 гг.

Ка́лки (санскр. कल्कि, IAST: kalki) — мессия в индуизме — аватара Вишну, его десятое воплощение. Вишну в этой аватаре изображается белым на чёрном коне или наоборот — чёрным на белом коне. У него в руке пылающий меч, которым он истребляет врагов, уничтожает мир и восстанавливает дхарму, подготавливая тем самым будущее возрождение уничтожаемого мира. Это единственная «будущая», мессианская аватара Вишну, и произойдёт она по индуистской хронологии в конце Кали-юги, то есть нынешнего исторического периода, начало которого приходится на 3102 год до н. э. Продолжительность Кали-юги составляет 432 тысячи лет. Это самая плохая из юг. Люди подвержены собственным пагубным страстям, ими овладевают злоба, страх, глупость, ненависть и другие пороки.

Час пробьет, и появится дваждырожденный по имени Калки Вишнуяшас, наделенный великою силой, умом и могуществом. Явится он на свет в достойной брахманской семье в деревне Самбхала и силою духа возродит оружие и всевозможные средства передвижения, воинское облачение, доспехи и панцири. Этот царь, побеждающий дхармой, примет верховную власть и внесет покой в мятущийся мир. Сверкающий брахман, высокий помыслами, явившись (миру), положит конец разрушению. Так всеобщая гибель станет началом (новой) юги. Этот дваждырожденный вместе с брахманами уничтожит разбежавшиеся повсюду жалкие шайки млеччхов.— Махабхарата, книга третья Араньякапарва (Лесная книга), глава 188, «Сказания о беседах Маркандеи»

## Этимология
По утверждению Дж. Л. Брокингтона, буквальное значение имени Калки — «грязный, греховный» — не имеет смысла в контексте рассмотрения его в качестве аватары. Ссылаясь на Отто Шрейдера и некоторые рукописи «Махабхараты», исследователь предположил, что первоначальное имя karki («белый телёнок») было со временем преобразовано в kalki.

## Развитие образа

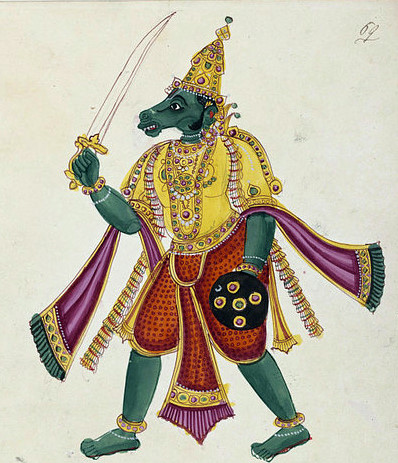
Калки Vajimukha («лошадинолицый»)

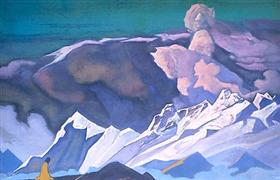
Н. К. Рерих. «Калки Аватар» (1932)

Калки не упоминается в Ведах. Однако относящийся к Рудре эпитет «Kalmallkinam», обозначающий «блистательный, устраняющий тьму», иногда интерпретируется как некая «предтеча Калки».
Впервые Калки появляется в «Махабхарате», где упоминается единожды в стихах 3.188.85-3.189.6. Также Калки встречается в таких Маха-пуранах, как Вишну-пурана, Матсья-пурана и Бхагавата-пурана, однако детали, относящиеся к мифологии Калки, отличаются как по отношению к «Махабхарате», так и внутри самих пуран.
По словам Хилтебейтеля, в Махабхарате образ Калки является продолжением легенды о Парашураме, воине, уничтожающем царей, злоупотреблявших своей властью и сеявших тем самым хаос, зло и гонения на бессильных. Эпический персонаж Калки восстанавливает Дхарму и восстанавливает справедливость в мире, однако не завершает цикл существования. Раздел «Калкин» в Махабхарате встречается в разделе «Маркандея», но, как утверждает Луис Рейманн, «едва ли можно сомневаться в том, что раздел „Маркандея“ является поздним дополнением к эпосу. Заставить Юдхиштхиру задать вопрос об условиях в конце Кали-юги и начале Крита-юги — это что-то очень далекое от его собственной ситуации, это просто способ оправдать включение данного сюжета в эпос».
Согласно Корнелии Диммитт, «ясная и аккуратная» систематизация образа Калки и остальных девяти аватар Вишну не встречается ни в одной из Маха-пуран. Освещение Калки в данных индуистских текстах весьма скудно, в отличие от легенд о Матсье, Курме, Варахе, Вамане, Нарасимхе и Кришне, которые неоднократно и подробно описываются. По мнению Диммитт, такая ситуация сложилась, вероятно, потому, что точно так же, как концепция Будды в качестве аватары Вишну, концепция Калки была «несколько изменчивой», когда составлялись основные Пураны.
Существует версия, что миф о Калки развивался в индуистских текстах в течение столетий как реакция на вторжение различных армий с северо-запада Индийского субконтинента, а также как реакция на мифологию, которую захватчики принесли с собой.
Согласно Джону Митчинеру, концепция Калки, вероятно, была заимствована «в некоторой степени из аналогичных иудейской, христианской, зороастрийской и других религий». Митчинер утверждает, что некоторые пураны, такие как Юга-пурана, не упоминают Калки и предлагают иную по отношению к другим пуранам космологию. Луис Гонсалес-Рейманн соглашается с Митчинером, заявляя, что в «Юга-пуране» Калки не упоминается. В других текстах, таких как разделы 2.36 и 2.37 «Вайю-пураны», Кали-югу завершает не Калки, а другой персонаж по имени Прамити.

### Калки-пурана
Составленный, по всей вероятности, в Бенгалии текст под названием «Калки-пурана» сравнительно недавний и датируется разными исследователями либо XVIII столетием, либо периодом между 1500 и 1700 годами н. э..
В Калки-пуране Калки женится на принцессе Падмавати, дочери Брихадрата Симхалы, борется с армиями зла и побеждает их, однако не прекращает существование, а возвращается в Самбхалу, открывает новую югу благости и затем отправляется на небеса.

## Аналоги в других религиях
- Второе пришествие Иисуса Христа
- Майтрея
- Махди
- Машиах
- Бахаулла
- Саошьянт

## Аналоги в литературе и фольклоре
- Король под горой

## В культуре
На Калки основываются имя и животный образ квами Лошади из мультсериала «Леди Баг и Супер-Кот» — Каалки.
В романе Роджера Желязны «Князь Света» главный герой — «один из Первых, известный также как Махасаматман, Майтрейя, Калкин, Сиддхартха, Просветлённый, Будда». «Ныне официально ты — аватара Вишну, чье учение было неправильно истолковано некоторыми из наиболее рьяных твоих последователей».